# Barrio las Manzanitas
Barrio las Manzanitas är en ort i Mexiko, tillhörande kommunen Jilotzingo i den västra delen av delstaten Mexiko. Orten hade 146 invånare vid folkräkningen 2010.